# G. R. L.
G. R. L. ist eine US-amerikanisch-britisch-kanadische Girlgroup. Sie bestand ursprünglich aus den Mitgliedern Emmalyn Estrada, Simone Battle, Paula Van Oppen, Lauren Bennett und Natasha Slayton.

## Geschichte

### 2011–2012: Gründung als neue Pussycat Dolls und Umbesetzungen
Im März 2011 begann Robin Antin nach Ersatz für die 2010 ausgeschiedenen Mitgliedern der Pussycat Dolls zu suchen. Die neuen Bandmitglieder wurden am 5. Februar 2012 in einem Werbespot für GoDaddy der Öffentlichkeit vorgestellt, der im Rahmen des Super Bowls erstmals ausgestrahlt wurde. Zu dem Zeitpunkt bestanden die neuen Pussycat Dolls aus Lauren Bennett von den Paradiso Girls, Paula van Oppen (von So You Think You Can Dance und der PCD Burlesque Show), die ehemalige Laker Girl-Cheerleaderin Vanessa Curry, Chrystina Sayers von Girlicious und der Dallas Cowboys-Cheerleaderin Erica Jenkins.
Am 13. April 2012 gab Chrystina Sayers ihren Ausstieg aus der Band bekannt. Im Juli 2012 wurde eine neue Besetzung vorgestellt, bestehend aus Bennett und Van Oppen und den neuen Mitgliedern Natalia Mejia (von Girlicious), Amanda Branche und Natasha Slayton. Zudem wurde der Ausstieg von Erica Jenkins bekannt. Im August 2012 wurden Pressebilder veröffentlicht, in denen die The X Factor-Kandidatin Simone Battle Amanda Branche ersetzte. Im November 2012 ersetzte Emmalyn Estrada die ausgeschiedene Natalia Mejia. Mejia verließ die Gruppe aufgrund ihrer Schwangerschaft.

### 2013–2015:G.R.L.und der Tod von Simone Battle

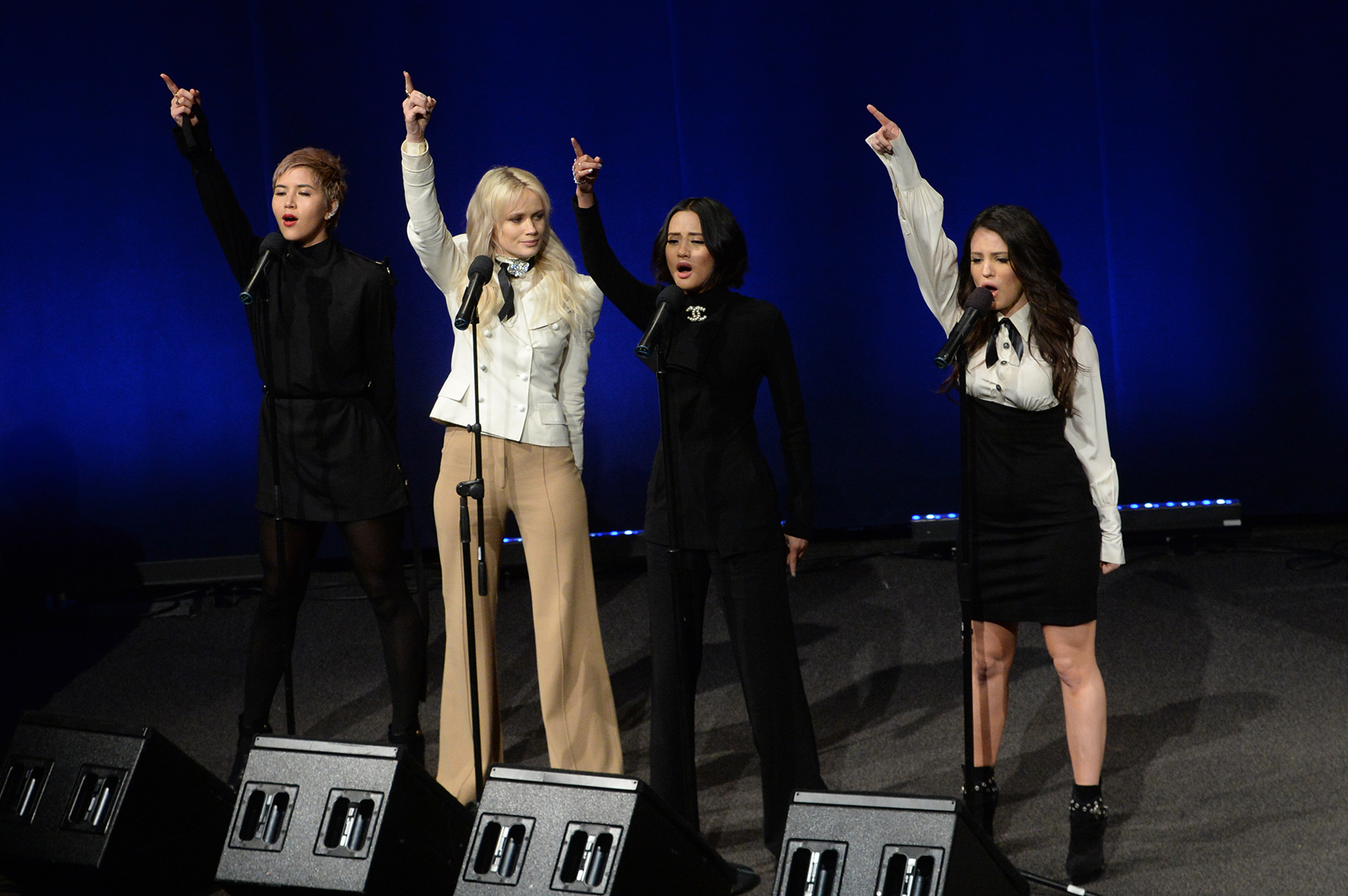
G.R.L. (2015)

Um ein mögliches Comeback der Pussycat Dolls mit den ursprünglichen Mitgliedern nicht zu gefährden, wurde die Besetzung im Februar 2013 in G.R.L. umbenannt.
Am 16. Juni 2013 veröffentlichten G.R.L. ihre erste Single Vacation, die für den Soundtrack zu Die Schlümpfe 2 verwendet wurde. Zudem begannen sie die Arbeit an ihrem Debütalbum in Zusammenarbeit mit Dr. Luke, Max Martin, Darkchild und Lukas Hilbert. Am 18. Februar 2014 erschien der Song Show Me What You Got. Zudem wirkten G.R.L. als Gastbeitrag zu Pitbulls Single Wild Wild Love mit. Am 14. März 2014 traten G. R. L. beim iTunes Festival im SXSW mit den Liedern Girls Are Always Right, Show Me What You Got, Vacation, Rewind und Ugly Heart sowie Wild Wild Love (zusammen mit Pitbull) auf. Am 3. Juni 2014 erschien die Single Ugly Heart, welche Platz 2 in Australien und Platz 4 in Neuseeland erreichte. Am 29. Juli 2014 folgte die EP G.R.L., welche neben Ugly Heart, Show Me What You Got auch drei neue Songs beinhaltet.
Am 5. September 2014 wurde Simone Battle tot in ihrer Wohnung aufgefunden. Laut gerichtsmedizinischem Untersuchungsergebnis beging Battle Suizid. Im Januar 2015 veröffentlichten G.R.L. die Single Lighthouse, die sie Simone Battle widmeten. Im April 2015 traten G.R.L. in Australien im Vorprogramm von Meghan Trainors That-Bass-Tour auf. Anfang Juni 2015 gab die Girlgroup ihre vorzeitige Auflösung bekannt.

### Seit 2016–2020: Comeback von G.R.L.
Knapp ein Jahr nach ihrer Trennung gab die Band im Juni 2016 ihre Wiedervereinigung bekannt. Das Trio besteht nun aus dem neuen Mitglied Jazzy Mejia und den Original-Mitgliedern Lauren Bennett und Natasha Slayton. Am 27. September veröffentlichte die Band den Song Kiss Myself. Die Single Are We Good? erschien im Dezember 2016, ein Musikvideo zu dem Song im Januar 2017. Im Jahr 2020 verließ Meija die Gruppe wieder.

### 2021 – Gegenwart: Emmalyns Rückkehr und neue Musik
G.R.L. kündigte auf ihrer Instagram-Seite an, dass sie 2021 mit neuer Musik zurückkehren würden, wobei Emmalyn Estrada wieder in die Gruppe zurückkehren würde. Während eines Instagram-Livestreams am 17. Januar 2021 gaben sie bekannt, dass Paula Van Oppen über eine Rückkehr in die Gruppe nachgedacht hatte, entschied jedoch letztendlich, dass sie nicht daran interessiert war, in die Unterhaltungsindustrie zurückzukehren. Außerdem gaben sie bekannt, dass das Trio plant, bald ihre erste Single zu veröffentlichen.

## Besetzung
| Mitglied | Mitglied                                | 2012 | 2012 | 2013 | 2013 | 2014 | 2014 | 2015 | 2015 | 2016 | 2016 | 2017 | 2017 | 2018 | 2018 | 2019 | 2019 | 2020 | 2020 | 2021 | 2021 |
| -------- | --------------------------------------- | ---- | ---- | ---- | ---- | ---- | ---- | ---- | ---- | ---- | ---- | ---- | ---- | ---- | ---- | ---- | ---- | ---- | ---- | ---- | ---- |
|          | Simone Battle † (2012–2014)             |      |      |      |      |      |      |      |      |      |      |      |      |      |      |      |      |      |      |      |      |
|          | Paula van Oppen (2012–2015)             |      |      |      |      |      |      |      |      |      |      |      |      |      |      |      |      |      |      |      |      |
|          | Emmalyn Estrada (2012–2015; 2021–heute) |      |      |      |      |      |      |      |      |      |      |      |      |      |      |      |      |      |      |      |      |
|          | Lauren Bennett (2012–heute)             |      |      |      |      |      |      |      |      |      |      |      |      |      |      |      |      |      |      |      |      |
|          | Natasha Slayton (2012–heute)            |      |      |      |      |      |      |      |      |      |      |      |      |      |      |      |      |      |      |      |      |
|          | Jazzy Meija (2016–2020)                 |      |      |      |      |      |      |      |      |      |      |      |      |      |      |      |      |      |      |      |      |

## Diskografie

### EPs
- 2014: G.R.L.

### Singles
- 2013: Vacation
- 2014: Wild Wild Love (Pitbull feat. G.R.L.)
- 2014: Ugly Heart
- 2015: Lighthouse
- 2016: Are We Good?

## Auszeichnungen für Musikverkäufe
| Goldene Schallplatte - Dänemark - 2014: für das Streaming Wild Wild Love - 2022: für die Single Ugly Heart - Neuseeland - 2016: für die Single Wild Wild Love - 2022: für das Album G.R.L. Platin-Schallplatte - Australien - 2014: für die Single Wild Wild Love - Kanada - 2014: für die Single Wild Wild Love - Neuseeland - 2016: für die Single Lighthouse | 3× Platin-Schallplatte - Neuseeland - 2023: für die Single Ugly Heart 4× Platin-Schallplatte - Australien - 2014: für die Single Ugly Heart |

Anmerkung: Auszeichnungen in Ländern aus den Charttabellen bzw. Chartboxen sind in ebendiesen zu finden.
| Land/RegionAuszeichnungen für Musikverkäufe (Land/Region, Auszeichnungen, Verkäufe, Quellen) | Silber  | Gold     | Platin       | Verkäufe  | Quellen              |
| -------------------------------------------------------------------------------------------- | ------- | -------- | ------------ | --------- | -------------------- |
| Australien (ARIA)                                                                            | —       | —        | 5× Platin5   | 350.000   | aria.com.au          |
| Dänemark (IFPI)                                                                              | —       | 2× Gold2 | —            | 45.000    | ifpi.dk              |
| Kanada (MC)                                                                                  | —       | —        | Platin1      | 80.000    | musiccanada.com      |
| Neuseeland (RMNZ)                                                                            | —       | 2× Gold2 | 4× Platin4   | 120.000   | radioscope.co.nz NZ2 |
| Vereinigte Staaten (RIAA)                                                                    | —       | —        | Platin1      | 1.000.000 | riaa.com             |
| Vereinigtes Königreich (BPI)                                                                 | Silber1 | —        | 2× Platin2   | 1.400.000 | bpi.co.uk            |
| Insgesamt                                                                                    | Silber1 | 4× Gold4 | 13× Platin13 |           |                      |